# Kathedraal van Sint-Franciscus van Sales
De Kathedraal van Sint-Franciscus van Sales (Engels: Cathedral of Saint Francis de Sales) is de zetelkerk van het rooms-katholieke bisdom Baker in Baker City in de staat Oregon (Verenigde Staten). De kathedraal werd in de jaren 1906-1908 van lokaal gedolven tufsteen gebouwd en herhaaldelijk gerenoveerd, voor het laatst in 2007.
Het rooms-katholieke bisdom Baker beslaat de gehele staat Oregon oostelijk van het  Cascadegebergte. Het werd op 19 juni 1903 opgericht als bisdom Baker City. Sinds de herbenoeming op 16 februari 1952 heet het bisdom Baker.

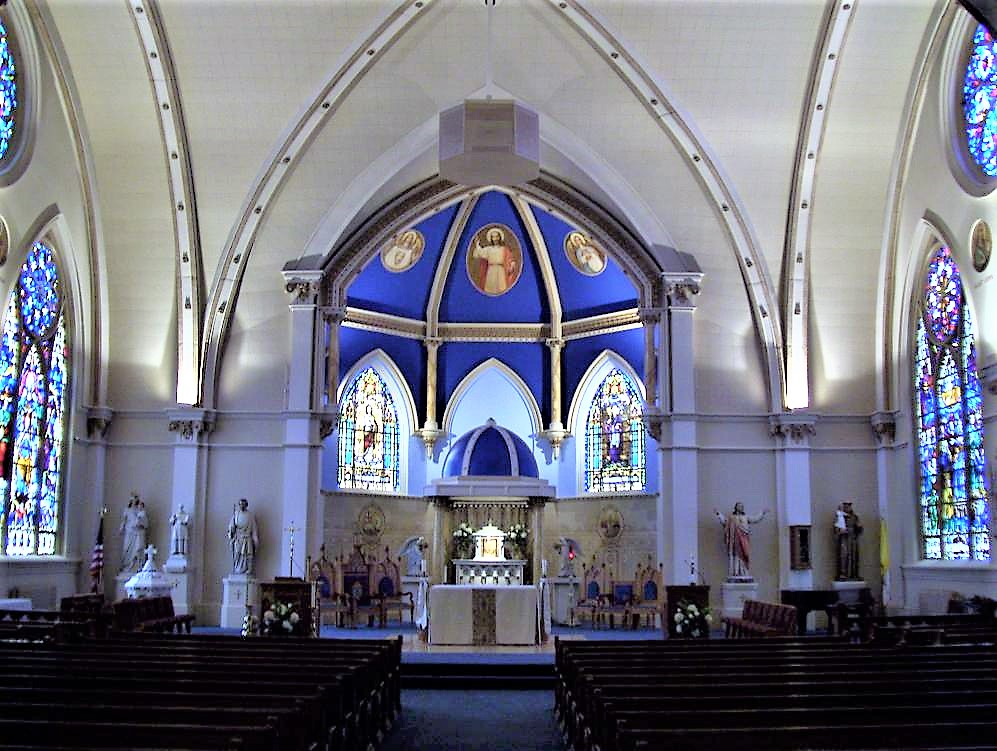
Koor